# Francis Joseph Charles O'Reilly
Francis Joseph Charles "Frank" O'Reilly (1922 - 11 de agosto de 2013) fue un banquero y hombre de negocios irlandés.
Asistió a la Escuela de San Gerardo, Bray, Ampleforth College y Trinity College de Dublín. Fue un miembro del Club de Turf desde 1967, y fue presidente de la Sociedad Real de Dublín (1986-1989). Fue director de Irish Distillers Plc, se desempeñó como canciller número 23 de la Universidad de Dublín (1985-1998). También fue director del Ulster y el Banco Nacional de Westminster.

## Familia
Él y su mujer Tess, tuvieron 10 hijos.

## Muerte
Murió en Rathmore, Condado de Kildare a los 91 años de edad, el 11 de agosto de 2013, le sobreviven sus 10 hijos.